# Jhumiler Sánchez
Jhumiler Tobias Sánchez (* 14. November 2004) ist ein paraguayischer Leichtathlet, der sich auf den Sprint spezialisiert hat.

## Sportliche Laufbahn
Erste internationale Erfahrungen sammelte Jhumiler Sánchez im Jahr 2021, als er bei den U18-Südamerikameisterschaften in Encarnación in 22,14 s die Silbermedaille im 200-Meter-Lauf gewann und mit der paraguayischen 4-mal-100-Meter-Staffel in 42,30 s den vierten Platz belegte. Im Jahr darauf belegte er bei den U23-Südamerikameisterschaften in Cascavel in 49,19 s den achten Platz im 400-Meter-Lauf und gelangte mit der 4-mal-400-Meter-Staffel mit 3:17,31 min auf Rang fünf. Anschließend schied er bei den Südamerikaspielen in Asunción mit 49,31 s im Vorlauf über 400 Meter aus und wurde im Staffelbewerb in 3:22,74 min Sechster. 2023 belegte er bei den U20-Südamerikameisterschaften in Bogotá in 21,70 s den sechsten Platz über 200 Meter und wurde mit der 4-mal-400-Meter-Staffel in 3:27,91 min Siebter und gelangte mit der 4-mal-100-Meter-Staffel mit 41,31 s auf Rang vier. Anschließend schied er bei den Südamerikameisterschaften in São Paulo mit 21,59 s und 48,33 s jeweils im Vorlauf über 200 und 400 Meter aus. Im Jahr darauf verpasste er bei den Ibero-Amerikanischen Meisterschaften in Cuiabá mit 21,18 s den Finaleinzug über 200 Meter und belegte in 3:17,30 min den sechsten Platz in der 4-mal-400-Meter-Staffel. Im September belegte er bei den U23-Südamerikameisterschaften in Bucaramanga in 21,52 s den fünften Platz über 200 Meter und gewann mit der 4-mal-100-Meter-Staffel in 40,42 s die Bronzemedaille hinter den Teams aus Kolumbien und Brasilien. 2025 verpasste er bei den Südamerikameisterschaften in Mar del Plata mit 48,23 s den Finaleinzug über 400 Meter und belegte im Staffelbewerb über 4-mal 400 Meter in 3:22,82 min den siebten Platz.
2023 wurde Sánchez paraguayischer Meister im 400-Meter-Lauf sowie in der 4-mal-100-Meter-Staffel.

## Persönliche Bestleistungen
- 200 Meter: 21,18 s (+0,7 m/s), 11. Mai 2024 in Cuiabá
- 400 Meter: 48,23 s, 25. April 2025 in Mar del Plata